# Bei mir bist du schön
Bei mir bist du schön är en sång med musik av kompositören Sholom Secunda komponerad 1932. Sången bygger på hebreisk folkmusik. Texten är av Jacob Jacobs och var ursprungligen till en musikal på jiddisch med titeln "Bei mir bistu shein". Sången spelades in den 24 november 1937 av sånggruppen The Andrews Sisters som med denna sång fick sin första stora succé.
Den sannolikt första inspelningen med svensk text gjordes år 1938 under titeln "Så vacker du är" av Sam Samsons orkester, med sång av Folke Erbo. Senare har även Tage Danielsson textsatt stycket under titeln "Bär ner mig till sjön". Den senare versionen har av Gummibandet spelats in på skivan Ur spindelväv och damm.

## Inspelningar
- The Andrews Sisters
- Ray Anthony
- Baccara
- Balalaika
- Belle Baker
- Barry Sisters
- Dan Barrett
- Acker Bilk
- Al Bowlly
- Teresa Brewer
- Joe Burton
- Sammy Cahn
- Charles Bridge Swing Band
- June Christy
- The Clark Sisters
- Buddy Clark
- Columbia Ballroom Orchestra
- Billy Cotton & His Band
- Tom Cunningham
- Dukes of Dixieland
- Booker Ervin
- Giora Feidman
- Felix and his Crazy Cats
- Balazs Fellegi
- Ella Fitzgerald
- The Flying Neutrinos
- Slim Gaillard
- Judy Garland
- Terry Gibbs
- Benny Goodman
- Lionel Hampton and His Orchestra
- Judy Handler
- Hava Nagila (sånggrupp)
- Ray Herrera
- Dick Hyman
- Gordon Jenkins
- Leroy Jones
- The Jug Addicts
- Greta Keller
- Warren Kime
- Klezmer Conservatory Band
- Koleet
- Steve Lawrence
- Zarah Leander
- Ramsey Lewis
- Ulrik Lindholm
- Listen Up!
- Guy Lombardo
- Ingrid Lucia
- Shelly Manne
- Léo Marjane
- Nilo Menendez
- Glenn Miller
- Moreno
- Arthur Murray Orchestra
- New Orleans Jazz Band
- Poker Dots
- Louis Prima
- The Raymond Street Klezmer Band
- Eddie Reed
- Adrian Rollini & His Novelty Trio & Quintet
- Janis Siegel
- Benedict Silverman
- Willie "The Lion" Smith
- Southern Backtones
- Urs Steiger
- Sven-Ingvars med Marianne Kock
- Jack Teagarden
- Martha Tilton
- Leonid Utesov
- Mikesh Van Grummer
- The Village Stompers
- Bob Wilber
- Poor Wendy
- Garland Wilson
- Teddy Wilson
- Quadro Nuevo
- The Puppini Sisters
- The Red Elvises med titeln "My Darling Lorraine"
- Thores Trio
- Robin McKelle
- Western Special
- The Beloved Invaders
- Gevolt

## Svenska inspelningar
- Gummibandet
- Ingvar Oldsberg
- Hemlige Arnes ukuleleskola / Klasse Möllberg
- The Eminent East Coast Dixie Stompers
- Lasse Dahlquist alias Sten Aller